# 王良臣 (弘治進士)
王良臣（1456年—？），字汝鄰，河南開封府陳州人，明朝政治人物，同進士出身。

## 生平
河南鄉試第二十八名。弘治六年（1493年）癸丑科第三甲第一百三十七名進士，十四年十二月實授南京貴州道監察御史，改江西清軍御史。正德元年冬十二月，當時給事中戴銑等人率眾彈劾劉瑾等宦官，忤逆旨意被逮捕下獄。王良臣上疏論救，一併入詔獄。正德二年（1587年）二月于午門前杖三十，革職為民。劉瑾被誅殺，六年正月起用為山東按察使司副使，九年五月升浙江布政司右參政，十年五月官至山東按察使，十一年十月升江西右布政使。

## 家族
曾祖王弘義；祖父王哲；父王璋，母高氏；繼母徐氏；繼母戚氏。重庆下。